# Tomáš Kučera
Tomáš Kučera (13 de fevereiro de 1977) é um futebolista profissional tcheco que atua como atacante.

## Carreira
Tomáš Kučera representou a Seleção Checa de Futebol, nas Olimpíadas de 2000. 